# Edward Brongersma
Pour les articles homonymes, voir Brongersma.
Edward Brongersma, né le 31 août 1911 à Haarlem (Pays-Bas) et décédé le 22 avril 1998 à Overveen, est un juriste et homme politique néerlandais. Il a été élu du Parti travailliste néerlandais au Sénat de 1946 à 1950 et de 1963 à 1977 et président du comité judiciaire du Sénat de 1969 à 1977. Edward Brongersma est surtout connu pour ses publications et sa position prise en faveur de la législation sexuelle, ainsi que comme défenseur des droits des pédophiles et d'une pratique de la pédophilie basée sur le « consentement ».

## Biographie
Edward Brongersma, fils d'un médecin, fait ses études de droit à l'Université d'Amsterdam de 1931 à 1935. Il prépare ensuite sa thèse de droit, The Making of the Corporative State, sur la constitution portugaise de 1933 et le corporatisme d'António de Oliveira Salazar, qu'il admire beaucoup en cette période. En 1940, il a obtenu cum laude le grade de Docteur en droit à l'Université catholique de Nimègue. Sa thèse sur la construction de l'État corporatiste connaît plusieurs rééditions.
Après la Seconde Guerre mondiale, il fait vite carrière comme juriste et politicien. De 1940 à 1950, il travaille comme avocat à Amsterdam. En 1946, il entre au Sénat comme membre du Parti travailliste (première période de 1946 à 1950, suivie plus tard d'une seconde période de 1963 à 1977). Durant cette même période, il siège au conseil municipal de la ville d'Heemstede.
Ces deux carrières sont interrompues brusquement lorsqu'en 1950 il est condamné à dix mois de prison en vertu de l'article 248 bis du code pénal pour relations sexuelles avec un jeune homme de 16 ou 17 ans (né en 1932 ou 1933). À cette époque, la majorité sexuelle des rapports homosexuels est de 21 ans.
Il travaille ensuite comme journaliste, et dirige de 1956 à 1959 la Fédération pour l'assistance sociale dans les problèmes familiaux, à Haarlem. Il réintègre le barreau en 1959, et officie à Haarlem jusqu'à la fin de sa carrière en 1980.
De 1960 à 1967, il est professeur assistant à l'Institut de Criminologie, département de la Faculté de Droit de l'Université d'État d'Utrecht. En 1963, le parti travailliste lui demande d'être de nouveau membre de la chambre haute, ce qu'il fait jusqu'à sa démission en 1977. De 1968 à 1977, il est président du Comité permanent pour la justice de cette chambre. En 1975, la reine l'a nommé chevalier de l'ordre du Lion néerlandais, pour son travail comme membre du Parlement et autres mérites. Il prit sa retraite de sénateur en 1977, et celle d'avocat en 1980. 
Il est surtout connu pour ses publications et ses positions en rapport avec la libéralisation de la législation sexuelle. Grâce à son expertise en tant que juriste et sénateur, il joue un rôle important dans l'abolition de l'article 248 bis du code pénal, qui l'avait lui-même condamné en 1950. La pénalité des rapports homosexuels est ramenée alors de 21 à 16 ans, soit la même limite d'âge que celle fixée aux rapports hétérosexuels. Edward Brongersma veut aller plus loin, en proposant encore une diminution des limites d'âge et de donner aux jeunes une plus grande liberté dans leurs rapports sexuels. 
Autour de ces thèmes, il a créé pendant sa vie des collections d'ouvrages littéraires et scientifiques. Il fonde en 1979 la Fondation Dr Edward Brongersma Stichting afin de sauvegarder les collections et de les rendre disponible à la recherche. Après sa retraite, il consacre tout son temps à ses publications, sa fondation, et à l'information du public en termes de sexualité. Les autorités néerlandaises ont reconnu la Fondation comme visant « un intérêt social général », selon l'article 24 de la loi des taxes et successions. 
L'écrivain français Gabriel Matzneff mentionne dans son journal intime sa rencontre à Manille — où lui-même pratiquait le tourisme sexuel — avec un Edward Brongersma à la recherche de contacts avec « les jeunes personnes les plus jeunes ». 
Dans les années 1990, la relative tolérance ayant pu exister aux Pays-Bas envers la pédophilie disparaît progressivement : du fait de sa notoriété, Edward Brongersma fait l'objet de harcèlement de la part de ses voisins et d'agressions sur la voie publique. En avril 1998, déprimé, il met fin à ses jours avec l'aide de son docteur. Bien que n'ayant été ni en phase terminale d'une maladie, ni en état de souffrance particulière, il estimait avoir « vécu sa vie » et qu'il n'était plus utile de continuer à la vivre. Cet acte permet ensuite de relancer le débat sur l'euthanasie aux Pays-Bas.
Après sa mort, sa bibliothèque et ses archives ont été transférées à l'Institut international d'histoire sociale, à Amsterdam. Une partie de sa collection d'images est néanmoins saisie par la police néerlandaise, en tant que pornographie enfantine.

## Œuvre
Brongersma a écrit environ 1 200 ouvrages et articles sur des sujets aussi divers que la loi, la politique, la religion, la philosophie, l'histoire, la littérature, la sexualité et les conditions sociales. Son travail sur la sexualité, centré sur l'éphébophilie, la pédophilie, la pornographie et la majorité sexuelle, représente la part majeure de son œuvre. Plusieurs de ses articles ont été publiés en langue française, entre autres dans la revue littéraire et scientifique Arcadie.
Les publications les plus importantes sur ces sujets sont : Pedofilie (1960), Das Verfehmte Geschlecht (1970, en allemand), Sex en Straf (Sexualité et punition, 1972), Over pedofielen en kinderlokkers (Des pédophiles et des violeurs d'enfants, 1975) et son magnum opus en deux volumes : Loving Boys (publié aux États-Unis, 1986/1990).

## Distinctions
- Chevalier de l'ordre du Lion néerlandais